# Pullblox

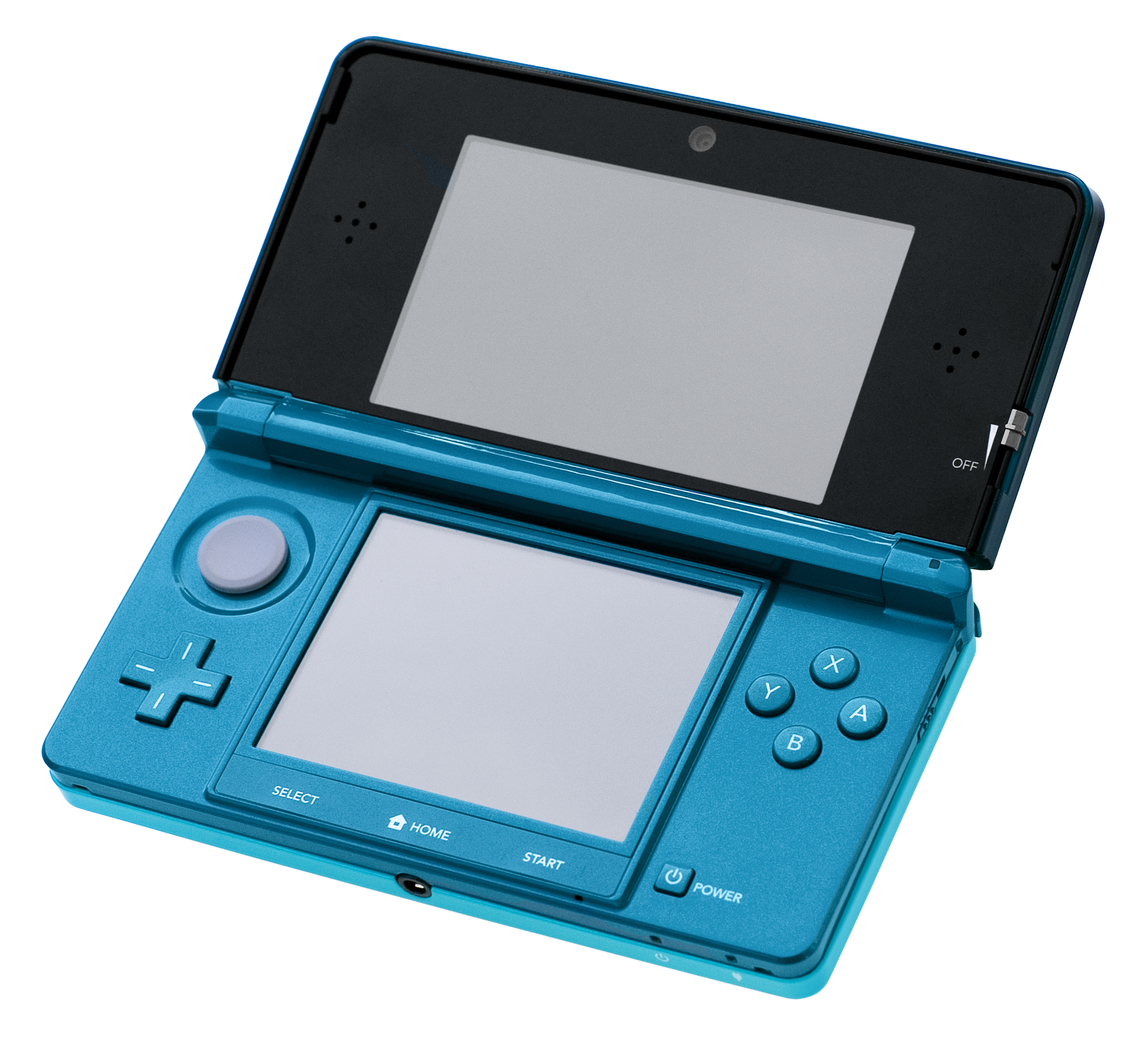
Nintendo 3DS

Pullblox, in Amerika Pushmo und in Japan Hiku Osu (jap. 引ク押ス, dt. „ziehen und schieben“), ist ein Videospiel vom Genre Puzzle/Jump 'n' Run. Es ist für die tragbare Konsole Nintendo 3DS durch deren eShop durch Download zu erwerben. Entwickelt und veröffentlicht hat das Spiel Nintendos Entwicklerstudio Intelligent Systems. In Japan erschien das Spiel im Oktober, in den USA und in Europa im Dezember 2011.
Der Spieler übernimmt die Rolle des Helden Mallo und muss Kinder retten, die in sogenannten Pullblox gefangen wurden. Dafür muss er auf die Pullblox klettern, indem er Blöcke hinauszieht und als Treppe verwendet. Das Spiel enthält über 200 solcher Rätsel, außerdem kann der Spieler eigene Level erstellen und mit anderen Spielern austauschen. Der autostereoskopische 3D-Effekt der Konsole ist für das Spielprinzip von Nutzen.
Pullblox wurde sehr positiv kritisiert.

## Hintergrundgeschichte
Der Pullbloxpark ist ein Freizeitpark für Kinder, dessen Hauptattraktion die Pullblox sind, riesige Klettergerüste. Erschaffen wurde der Park von Meister Blox. Er und seine Frau haben den Park erbaut, um den Kindern des Dorfes etwas zu schenken, da sie die Kinder als Familie betrachten und Kindern gerne beim Spielen zusehen. Allerdings wurden alle Kinder in den Pullblox gefangen. Meister Blox wendet sich an Mallo, einen „starken Burschen mit viel Potenzial und einem guten Herzen“. Mallo muss alle Pullblox erklimmen und die Kinder retten. Meister Blox selbst kann die Kinder nicht retten, da er schon alt ist, gibt Mallo aber Hinweise. Später lässt er Mallo die Kinder alleine retten.

## Spielprinzip
Ziel der Level ist es, riesige Puzzelgebilde zu erklimmen und das Ziel zu erreichen. Dazu müssen die einzelnen Blöcke des Gebildes so herausgezogen werden, dass sich eine Treppe ergibt, durch die der Protagonist Mallo mit Laufen und Springen an das Ziel gelangt. Durch Ziehen und Drücken der Blöcke muss so ein Weg gebildet werden, allerdings kann ein Block nur drei Mal nach vorne gezogen werden.
Jan Wöbbeking vom deutschen Magazin 4Players beschreibt den Kern des Spielprinzips so: „Wenn das Puzzle zu Beginn aussieht wie ein pixeliger Mario-Kopf gehe ich folgendermaßen vor: Zuerst ziehe ich den großen hautfarbenen Block aus der Wand, bis das Kinn ähnlich wie eine Unterbettkommode ganz weit herausgerutscht ist. Weiter geht es mit dem Schnurrbart: Ihn zerre ich nur einen Schritt hervor. Nun dient er mir als Trittleiter, mit deren Hilfe ich das erste Element erreiche: Ich springe schräg aufs äußere Ende der Rotzbremse und weiter nach rechts oben, bis ich vor der roten Mütze stehe. Ein kleines Logo auf der Kappe verrät, dass sich hier das Ziel versteckt. Also zerre ich sie ruck-zuck ein Feld nach vorne, und schon kann ich zur Flagge hüpfen – Ziel erreicht!“
Durch Tastendruck kann sich der Spieler einen Überblick über das Puzzle verschaffen, der 3D-Effekt hilft dabei, schnell zu erfassen, wie weit die Blöcke herausgezogen sind. Sollte sich dabei eine Situation ergeben, in der man aufgrund eines Fehlers nicht mehr weitergelangt, kann man die Zeit im Spiel zurückspulen und so Fehler rückgängig machen oder mittels eines Rücksetzschalters alle Blöcke wieder zurückschieben. Nach einiger Zeit können Rätsel, die der Spieler nicht bewältigt, auch übersprungen werden.
Im späteren Spielverlauf werden weitere Spielelemente freigeschaltet, so der Schalter, der alle Blöcke der gleichen Farbe maximal herausschieben lässt. Außerdem werden später Portale verfügbar, die aus einem Ein- und einem Ausgang bestehen. Hüpft Mallo in einen Eingang, so kommt er aus dem Ausgang gleicher Farbe wieder heraus, wobei keines der Portalteile durch einen Block verdeckt sein darf.
Neben den vorgegebenen Rätseln kann der Spieler im Pullbloxstudio eigene Puzzle erstellen und mittels QR-Code mit anderen Spielern austauschen.

## Entwickler und Veröffentlichung
Pullblox ist das erste Download-Spiel für den 3DS, das von Intelligent Systems entwickelt wurde. Bei Intelligent Systems handelt es sich um ein Entwicklerstudio Nintendos, das besonders durch Reihen wie Advance Wars, Paper Mario oder Fire Emblem bekannt wurde. Erstmals angekündigt wurde das Spiel über Nintendos offizielle Seite am 28. September 2011, erste Details zu Hintergrundgeschichte und Spielprinzip wurden bekannt und Bilder veröffentlicht. Der japanische Name Hiku-osu bedeutet übersetzt etwa ziehen und schieben

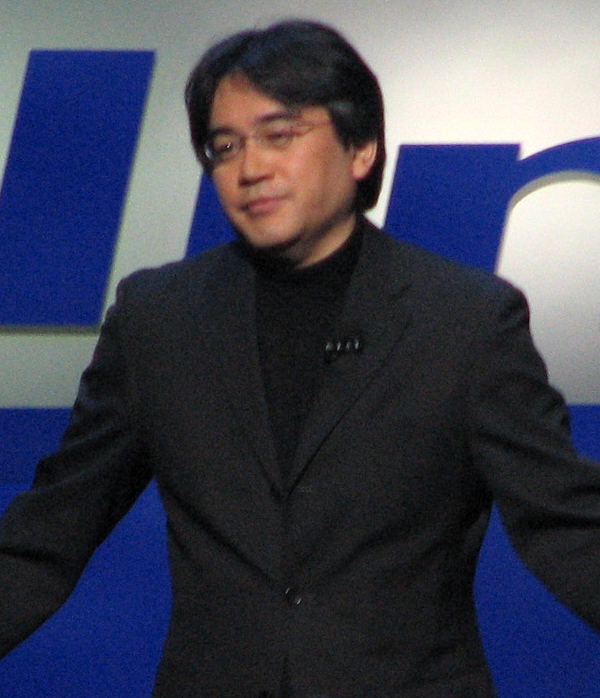
Satoru Iwata, Präsident von Nintendo

Am 21. Oktober stellte Nintendos Präsident Satoru Iwata durch die Webkonferenz Nintendo Direct das Spiel vor, obwohl es in Japan bereits erhältlich war. Daraus schloss die Fachpresse, dass Nintendo das Spiel wichtig nehme und eine Veröffentlichung in den USA wahrscheinlich sei.

## Rezeption

### Wertungen, Auszeichnungen und Charts
Ausgerechnet aus 30 Wertungen hält Pullblox bei Metacritic eine Durchschnittswertung von 90 %. Damit ist es laut der Seite das drittbestbewertete 3DS-Spiel 2011. Bei GameRankings betrug der Durchschnitt ausgehend von 21 Wertungen 91,50 %, womit das Spiel dort auf Platz 2 der besten 3DS-Spiele 2011 lag.
Bei den Game-of-the-Year-Awards von IGN erhielt Pullblox die Auszeichnung für das beste Download-Spiel auf DS/3DS 2011. Außerdem ist es nominiert für das beste Puzzle-Spiel 2011 auf allen Konsolen und das Spiel des Jahres.
Mit Stand 1. Januar 2012 befindet sich Pullblox in den 3DS-Downloadcharts für das Vereinigte Königreich auf Platz 5, Virtual-Console- und DSi-Ware-Spiele ausgenommen auf Platz 2. Für Nordamerika befindet sich das Spiel in den Downloadcharts mit Stand 3. Januar insgesamt auf Platz 10, und auf Platz 4 der 3DS-exklusiven Downloads.
Das Marktanalyseunternehmen Forecasting & Analyzing Digital Entertainment schätzte, dass Pullblox 2011 93.300 Mal heruntergeladen wurde. Somit habe es Nintendo 634.000 US-$ eingebracht und sei der fünftbestverkaufte eShop-Titel des Jahres.

### Reviews
Am 8. Dezember 2011, am Tag der USA- und Europa-Veröffentlichung, veröffentlichte der IGN-Redakteur Lucas M. Thomas eine Begutachtung des Spiels und empfahl es als Pflichtkauf mit einer Wertung von 9,5/10. Das Spiel hält er für die langerwartete Killerapplikation für den Download-Shop der Konsole und auch für eines der besten von Nintendo stammenden Download-Spiele. Der 3D-Effekt komme seiner Meinung nach sehr gut zur Geltung und füge sich sinnvoll zu der grafischen Gestaltung des Spiels. Auch lobte er die eigentlichen Level, die sehr komplex seien, obwohl es im Spiel nur drei eigentliche Aktionen gibt. Die zahlreichen Level sorgen, so Thomas weiter, für eine lange Spielzeit, die durch zusätzliche Extras erhöht werde, besonders durch den Leveleditor, durch den Level selbst gestaltet und ausgetauscht werden können. Thomas merkte an, dass es bereits erste Communitys gebe, die selbsterstellte Level austausche. Dabei spiele auch der Nostalgie-Faktor eine Rolle, da viele Level Nachbildungen alter 8-Bit-Figuren sind. Er kritisierte in diesem Zusammenhang, dass die Austausch-Fähigkeiten begrenzt seien. Es können lediglich QR-Codes ausgetauscht werden, eine Unterstützung der 3DS-Funktionen Street- und Spotpass gibt es nicht, das heißt, die Level können nicht lokal oder online durch den 3DS selber ausgetauscht werden.
Das Official Nintendo Magazine hält Pullblox ebenfalls für das beste Download-Spiel für den 3DS und vergab eine Wertung von 92 %. Das Magazin vergleicht das Spiel dabei mit dem Klassiker Tetris und behauptet, die Entwickler haben einen neuen Typ der Puzzle-Spiele erfunden, der für den 3DS die gleiche Bedeutung haben sollte wie Tetris für den Game Boy. Das beste Puzzle-Spiel seit Picross zeichne sich besonders dadurch aus, dass es einfach aufgebaut, aber zugleich herausfordernd und süchtig machend sei. Es biete einen Reiz, den viele vergleichbare Handy-Spiele nicht böten. Auch bemerkte Redakteur Thomas East, die sehr gut gestalteten Level machen sinnvollen Gebrauch der 3D-Effekte.
Jan Wöbbeking von 4Players bewertete Pullblox mit 85 %, somit erhielt das Spiel vom deutschen Magazin den Gold-Award. Wöbbeking bezeichnete das Spiel als Überraschungshit. Es spiele sich neuartig, obwohl er den Markt der Rätselspiele für übersättigt hält. Die Rätsel böten eine gute Spieltiefe, nutzen den 3D-Effekt sinnvoll und machen süchtig. Auch mit dem Umfang zeigte er sich zufrieden, bezeichnete das Spiel insgesamt aber als wenig abwechslungsreich, da die Hintergründe zu schlicht seien, es zu wenige Extras und keine alternative Modi oder spielinterne Austauschfunktionen gebe. Auch die Musikstücke wiederholen sich seiner Meinung nach zu oft, klingen aber fröhlich und sorgen für gute Laune.

### Bedeutung des Spiels für den Nintendo-eShop
Mit dem eShop gelang Nintendo ein weiterer Schritt in das Online-Zeitalter, da der Dienst eine große Verbesserung gegenüber den Nintendo-DSi- und Wii-Shops darstellt. Erwartungen an den eShop waren demzufolge hoch, Spieler forderten Inhalte von Nintendo, die man noch nicht vom Unternehmen zuvor gesehen hat, komplett neue Spielereihen. Nachdem es den eShop bereits acht Monate gab, wurden diese Erwartungen mit dem Erscheinen von Pullblox erfüllt. Vor Pullblox wurde im eShop bereits Freakyforms veröffentlicht, ein weiteres 3DS-exklusives Download-Spiel, das jedoch eher gemischte Kritiken erhielt. Umso mehr zeigte Pullblox das Potenzial des eShops und stärkte die zukünftigen Erwartungen an ebendiesen. Nach Pullblox werden noch weitere von Nintendo selbst entwickelte Download-Spiele erscheinen, Dillon´s Rolling Western erschien am 22. Februar 2012 im eShop und für 2012 wurde Sakura Samurai angekündigt.

## Fallblox
Anfang Oktober 2012 wurde auf einer Nintendo-Direct-Ausgabe ein Nachfolger mit dem Titel Fallblox, in nordamerikanischen Raum Crashmo, angekündigt. Fallblox erschien in Europa am 15. November 2012, ebenfalls im Nintendo eShop für 3DS. Auch dieses Spiel wurde von Intelligent Systems entwickelt. Das Kernkonzept wurde dabei größtenteils geändert.

## Pullblox World
Am 28. Mai 2014 wurde ein dritter Teil der Serie mit dem Namen Pullblox World für den Nintendo eShop der Wii U angekündigt. Der Titel ist am 19. Juni 2014 erschienen.